# Breakeven (Lied)
Breakeven ist ein Rocksong der irischen Poprock Band The Script aus dem Jahr 2008. Das Lied wurde als Single von ihrem Debütalbum The Script veröffentlicht. Es handelt von den Reaktionen eines Paares nach ihrer Trennung.

## Musikvideo
Das Musikvideo hatte seine Premiere am Montag, den 29. September 2008.
Es zeigt Ausschnitte der Stadt Dublin, Irland, der Heimatstadt der Band. Im Video zeigt die Band ihren Song auf der Bühne.

## Rezeption
Breakeven erreichte in Irland Platz zehn der Charts und wurde Scripts dritter Top-10-Hit in Irland nach We Cry und The Man Who Can’t Be Moved. Am 4. Januar 2009 debütierte die Single auf Platz 21 in den britischen Singlecharts. Dies war gleichzeitig die Höchstplatzierung. In Australien erreichte Breakeven Platz drei der ARIA Charts und eine Doppelplatin-Auszeichnung.  Breakeven debütierte in den Billboard Hot 100 auf Platz 96 und erreichte nach einigen Wochen Platz zwölf. In den Vereinigten Staaten wurde die Single mit ebenfalls mit Doppelplatin ausgezeichnet.
Chartplatzierungen
| ChartsChartplatzierungen       | Höchstplatzierung | Wochen |
| ------------------------------ | ----------------- | ------ |
| Deutschland (GfK)              | 71 (6 Wo.)        | 6      |
| Irland (IRMA)                  | 10 (35 Wo.)       | 35     |
| Österreich (Ö3)                | 75 (1 Wo.)        | 1      |
| Schweiz (IFPI)                 | 66 (6 Wo.)        | 6      |
| Vereinigte Staaten (Billboard) | 12 (43 Wo.)       | 43     |
| Vereinigtes Königreich (OCC)   | 21 (44 Wo.)       | 44     |

Auszeichnungen für Musikverkäufe

| Land/Region                  | Auszeichnungen für Musikverkäufe (Land/Region, Auszeichnung, Verkäufe) | Verkäufe  |
| ---------------------------- | ---------------------------------------------------------------------- | --------- |
| Australien (ARIA)            | 2× Platin                                                              | 140.000   |
| Italien (FIMI)               | Gold                                                                   | 25.000    |
| Vereinigte Staaten (RIAA)    | 2× Platin                                                              | 2.000.000 |
| Vereinigtes Königreich (BPI) | Platin                                                                 | 600.000   |
| Insgesamt                    | 1× Gold · 5× Platin ·                                                  | 2.765.000 |

Hauptartikel: The Script/Auszeichnungen für Musikverkäufe